# Timotheus Compenius
Pour les articles homonymes, voir Famille Compenius.
Timotheus Compenius (mort vers 1607) est un facteur d'orgue allemand.

## Biographie
Timotheus Compenius semble être un frère du facteur d'orgue Heinrich Compenius l'ancien. En 1588, il est organiste et facteur d'orgue à Staffelstein. Il compose un manuel sur la registration.

## Réalisations (sélection)
| Année | Lieu         | Église              | Photo | Clavier | Registre | Remarques                                         |
| ----- | ------------ | ------------------- | ----- | ------- | -------- | ------------------------------------------------- |
| 1590  | Fritzlar     |                     |       |         |          | En collaboration avec Heinrich Compenius l'ancien |
| 1593  | Staffelstein |                     |       |         |          | Réparation                                        |
| 1594  | Eggolsheim   |                     |       |         |          |                                                   |
| 1597  | Bayreuth     | Église              |       |         |          |                                                   |
| 1597  | Creußen      |                     |       |         |          |                                                   |
| 1599  | Bayreuth     | Hôpital             |       |         |          |                                                   |
| 1602  | Wurtzbourg   |                     |       |         |          | Réparation                                        |
| 1607  | Hof          | Église Saint-Michel |       |         |          |                                                   |